# Рамана Махарши
Шри Ра́мана Маха́рши (при рождении Венкатара́ман Айяр; 30 декабря 1879 — 14 апреля 1950) — индийский индуистский джняни (мудрец) и дживанмукта (освобожденное существо).
Рамана Махарши одобрял различные пути и практики, но рекомендовал самоисследование как основное средство устранения невежества и пребывания в самосознании, вместе с бхакти (преданностью) или полным преданием себя Высшему Я.

## Биография
Шри Ра́мана Маха́рши родился 30 декабря 1879 года в селении Тиручули (ныне в южноиндийском штате Тамилнад) в семье брамина. В 16 лет, в период учёбы в колледже, он прошёл через переживание смерти, которое привело его к пониманию, что он — не тело, а бессмертный дух. Это полностью изменило его. Став таким образом джняни (мудрецом), он покинул дом и отправился к священной горе Аруначале, считающейся воплощением Шивы или Абсолюта, поселившись первоначально в храме Аннамалаияра, городе Тируваннамалай, а потом живя на горе и около неё вплоть до своей физической смерти 14 апреля 1950 года. Выбросив остаток денег, мирскую одежду и облачившись в набедренную повязку, долгое время жил на подношения паломников. Длительное время соблюдал мауну (молчание), поэтому когда к нему пришли первые ученики, частично пришлось восстанавливать речь. В 1907 году стал известен как Бхагаван Шри Рамана Махарши (Махарши — санскритское (с учётом сандхи) произношение слова «Махариши», что означает «великий мудрец», а имя Рамана — сокращение от Венкатараман) — благословенный Господь Рамана, великий мудрец. Вокруг него вырос ашрам, из которого и распространялось учение, что естественное, первоначальное состояние человека — освобождение, которое он может обрести путём самоисследования (атма-вичара) через поиск ответов и переживаний на вопрос «Кто я?». Среди знаменитых прямых учеников Шри Раманы Махарши — Пападжи, Аннамалай Свами, Шри Муруганар, К. Лакшмана Шарма (известный под псевдонимом «Кто»), Роберт Адамс, Йоги Рамсураткумар, Папа Рамдас, А. Девараджа Мудальяр, Свами Бхаратананда и многие другие. Косвенными последователями Раманы Махарши являются Аруначала Рамана, Цезарь Теруэль и другие.
Суждения Раманы Махарши оказали влияние на известного американского философа и писателя Кена Уилбера.

## Философия
Представители неоадвайты считают Махарши выразителем их учения. Его основной метод — медитативное самоисследование через вопрос «Кто есть я?». Рамана утверждает, что прежде, чем пытаться познать окружающий мир, необходимо познать самого себя.
Ваш долг — быть, а не быть этим или тем. «Я есть сущий» заключает всю Истину, а метод практики суммируется двумя словами: «быть спокойным». И что означает Тишина? Она означает «Уничтожьте себя», ибо любое имя и форма являются причиной волнения. «Я есть Я» — Атман, ваша истинная природа. «Я есть это или то» — эго, ваша иллюзорная природа. Когда Я сохраняется только как Я, это и есть Атман. Когда оно внезапно отклоняется от себя и говорит «Я — это и то» — это уже эго.
Следуя методу Махарши и вопрошая «Кто же это „я“?», искатель исследует происхождение, природу и источник самого себя, самоощущения «я». Он обнаруживает, что «я», которое, по общему мнению, проводит все эти практики, является не существующим, а только видимостью. В итоге он обнаруживает свою подлинную природу — что единственной Реальностью является высшее Я, абсолютное спокойствие, неомрачённое волнением; Единое-без-второго, чья природа есть сат-чит-ананда (бытие-сознание-блаженство).
Вы спрашиваете себя: «Кто я?» и пытаетесь удержать целиком весь ум сконцентрированным на получении ответа на этот вопрос. Правда, внутри вас будут возникать различные незваные мысли и пытаться отвлечь ваше внимание. Однако для всех этих мыслей, мысль «я» является источником и пищей. Поэтому, как только та или иная мысль появляется, спрашивайте, не допуская её развития: «Кто осознаёт эту мысль?» Ответ будет: «я». Тогда спросите себя: «Кто этот ‘я’ и откуда?»; при этом происходит успокоение возникшей мысли. По мере возникновения мыслей их следует разрушать, используя само-исследование «Кто я?» Когда все мысли исчезнут, то и центральная, или коренная, мысль — «я», ум или эго — также перестанет существовать, и истинная природа, истинное «Я», будет одно сиять — безмолвно, самопроизвольно, не описуемо умом. Нечто такое, что может быть пережито лишь после того, как ум, то есть мысли, перестают существовать. Пребывать в своей Истинной природе (санскр. Атман) — мудрецы и называют Освобождением (мокша-мукти), поскольку эго, мысль «Я есть тело», исчезла полностью, без остатка, как река, ставшая единой с океаном.